# Britt Assombalonga
Britt Curtis Assombalonga (Kinshasa, República Democrática del Congo, 6 de diciembre de 1992) es un futbolista congoleño que juega como delantero y se encuentra sin equipo tras abandonar el Amedspor.

## Clubes
| Club                           | País       | Año       |
| ------------------------------ | ---------- | --------- |
| Watford F. C.                  | Inglaterra | 2011-2013 |
| Wealdstone F. C. (cedido)      | Inglaterra | 2011-2012 |
| Braintree Town F. C. (cedido)  | Inglaterra | 2012      |
| Southend United F. C. (cedido) | Inglaterra | 2012-2013 |
| Peterborough United F. C.      | Inglaterra | 2013-2014 |
| Nottingham Forest F. C.        | Inglaterra | 2014-2017 |
| Middlesbrough F. C.            | Inglaterra | 2017-2021 |
| Adana Demirspor                | Turquía    | 2021-2023 |
| Watford F. C.                  | Inglaterra | 2023      |
| Antalyaspor                    | Turquía    | 2023-2024 |
| Amedspor                       | Turquía    | 2024-2025 |